# Dialog (Deutsch-Polnisches Magazin)
Das Deutsch-Polnische Magazin DIALOG ist eine zweisprachige Zeitschrift, die sich mit der politischen, kulturellen und gesellschaftlichen Entwicklung der deutsch-polnischen Beziehungen befasst. Sitz der Redaktion ist Berlin. Dialog wird vom Deutsch-Polnische Gesellschaft Bundesverband e. V. herausgegeben, dem Dachverband von fast 50 deutsch-polnischen Vereinen.
Die Zeitschrift finanziert sich durch Abonnements und den Verkauf in beiden Ländern. Dialog wird vom Auswärtigen Amt Finanziell unterstützt. Bis 2017 wurde sie auch von der bilateralen Stiftung für deutsch-polnische Zusammenarbeit gefördert.

## Anliegen
Dialog versteht sich als eine „deutsch-polnische Agora in der Mitte Europas“. Die in Dialog veröffentlichten Beiträge beschränken sich nicht auf die deutsch-polnische Perspektive. Die bilateralen Themen werden in einen breiteren Kontext der politischen und kulturellen Umgestaltung Europas integriert. In den letzten Jahren veröffentlichte die Zeitschrift auch Themenschwerpunkte zu der östlichen Nachbarschaft der EU, darunter zu den polnisch-russischen und zu den polnisch-ukrainischen Beziehungen.
Die Redaktion der Zeitschrift führt im Rahmen der Arbeit der Deutsch-Polnischen Gesellschaften auch Konferenzen und Podiumsdiskussionen durch und war an der Veröffentlichung zahlreicher polnischer und deutscher Bücher beteiligt.

## Geschichte
Dialog wurde 1987 als deutschsprachige Zeitschrift in Hamburg gegründet. Erste Chefredakteure waren Günter Filter und der polnische Publizist Adam Krzemiński. Seit 1998 ist der zweisprachige Publizist Basil Kerski der Chefredakteur.
1993 wurde Dialog in eine zweisprachige Zeitschrift umgewandelt. Polnische Partnerredaktion ist seitdem die renommierte Danziger Kultur- und Politikzeitschrift Przegląd Polityczny, die 1983 im antikommunistischen Untergrund von Donald Tusk und Wojciech Duda gegründet worden war.
Zum 20-jährigen Bestehen der Zeitschrift erstellte die Redaktion eine Wanderausstellung über die Geschichte der Publikation.

## Auszeichnungen
Die Zeitschrift Dialog wurde mehrfach ausgezeichnet:
- Georg-Dehio-Kulturpreis (Ehrenpreis) des Deutschen Kulturforums östliches Europa (2007)
- Sonderpreis der kanadisch-polnischen Turzański-Stiftung (2007)
- Einheitspreis 2009 der Bundeszentrale für politische Bildung (2009)

## Weblink
- Deutsch-Polnisches Magazin DIALOG (deutschsprachige Version der Website)